# Élections étatiques mexicaines de 2024
 (signalé en juillet 2025).
Si vous disposez d'ouvrages ou d'articles de référence ou si vous connaissez des sites web de qualité traitant du thème abordé ici, merci de compléter l'article en donnant les références utiles à sa vérifiabilité et en les liant à la section « Notes et références ».
- Archive Wikiwix
- Bing
- Cairn
- DuckDuckGo
- E. Universalis
- Gallica
- Google
- G. Books
- G. News
- G. Scholar
- Persée
- Qwant
- (zh) Baidu
- (ru) Yandex
- (wd) trouver des œuvres sur Wikidata

Les élections étatiques mexicaines de 2024 se déroulent le 2 juin 2024 et permettent le renouvellement des congrès étatiques de 31 États mexicains, tandis que neuf d'entre eux renouvellent leurs gouverneurs. Elles se déroulent en même temps que les élections fédérales.

## Résultats

### Gouverneurs
| États           | Gouverneur sortant             | Parti | Parti  | Gouverneur élu             | Parti | Parti  |
| --------------- | ------------------------------ | ----- | ------ | -------------------------- | ----- | ------ |
| Chiapas         | Rutilio Escandón Cadenas       |       | MORENA | Oscar Eduardo Ramírez      |       | MORENA |
| Guanajuato      | Diego Sinhue Rodríguez Vallejo |       | PAN    | Libia Dennise García Muñoz |       | PAN    |
| Jalisco         | Enrique Alfaro Ramírez         |       | MC     | Pablo Lemus Navarro        |       | MC     |
| Ville de Mexico | Martí Batres                   |       | MORENA | Clara Brugada              |       | MORENA |
| Morelos         | Cuauhtémoc Blanco              |       | MORENA | Margarita González Saravia |       | MORENA |
| Puebla          | Sergio Salomón Céspedes        |       | MORENA | Alejandro Armenta Mier     |       | MORENA |
| Tabasco         | Carlos Manuel Merino Campos    |       | MORENA | Javier May Rodríguez       |       | MORENA |
| Veracruz        | Cuitláhuac García Jiménez      |       | MORENA | Norma Rocío Nahle García   |       | MORENA |
| Yucatán         | María Dolores Fritz Sierra     |       | PAN    | Joaquín Jesús Díaz Mena    |       | MORENA |

### Congrès locaux
| États                   | Coalition/Parti sortant | Coalition/Parti sortant                                    | Coalition/Parti vainqueur | Coalition/Parti vainqueur                                            |
| ----------------------- | ----------------------- | ---------------------------------------------------------- | ------------------------- | -------------------------------------------------------------------- |
| Aguascalientes          |                         | C'est pour Aguascalientes (PAN-PRD)                        |                           | Force et coeur pour Aguascalientes (PRI-PAN-PRD)                     |
| Basse-Californie        |                         | Ensemble, nous faisons l'histoire (MORENA-PT-PVEM)         |                           | Continuons de faire l'histoire (MORENA-PVEM-FxM)                     |
| Basse-Californie-du-Sud |                         | Ensemble, nous faisons l'histoire (MORENA-PT)              |                           | Continuons de faire l'histoire (MORENA-PT-PVEM-PNA)                  |
| Campeche                |                         | Ensemble, nous faisons l'histoire (MORENA-PT-PVEM)         |                           | Continuons de faire l'histoire (MORENA-PT-PVEM)                      |
| Chiapas                 |                         | Ensemble, nous faisons l'histoire (MORENA-PT-PVEM)         |                           | Continuons de faire l'histoire (MORENA-PT-PVEM-RSP-PCU-PMC-PES-PPCH) |
| Chihuahua               |                         | C'est pour Chihuahua (PAN-PRD)                             |                           | Ensemble pour le bien de Chihuahua (PRI-PAN-PRD)                     |
| Colima                  |                         | Ensemble, nous faisons l'histoire (MORENA-PT-PVEM)         |                           | Continuons de faire l'histoire (MORENA-PT-PVEM)                      |
| Durango                 |                         | C'est pour Durango (PRI-PAN-PRD)                           |                           | Continuons de faire l'histoire (MORENA-PT-PVEM),                     |
| Guanajuato              |                         | Parti action nationale (PAN)                               |                           | Force et coeur pour Guanajuato (PRI-PAN-PRD)                         |
| Guerrero                |                         | Mouvement de régénération nationale (MORENA)               |                           | Continuons de faire l'histoire (MORENA-PT-PVEM)                      |
| Hidalgo                 |                         | Ensemble, nous faisons l'histoire (MORENA-PT-PVEM-PNA)     |                           | Continuons de faire l'histoire (MORENA-PNA)                          |
| Jalisco                 |                         | Mouvement citoyen (MC)                                     |                           | Continuons de faire l'histoire (MORENA-PT-PVEM-HJ-F),                |
| Mexico                  |                         | C'est pour l'État de Mexico (PRI-PAN-PRD),                 |                           | Continuons de faire l'histoire (MORENA-PT-PVEM)                      |
| Ville de Mexico         |                         | Ensemble, nous faisons l'histoire (MORENA-PT-PVEM)         |                           | Continuons de faire l'histoire (MORENA-PT-PVEM)                      |
| Michoacán               |                         | C'est pour le Michoacán (PRI-PAN-PRD)                      |                           | Continuons de faire l'histoire (MORENA-PT-PVEM)                      |
| Morelos                 |                         | Ensemble, nous faisons l'histoire (MORENA-PNA-PES)         |                           | Continuons de faire l'histoire (MORENA-PT-PVEM-PNA-PES-MAS)          |
| Nayarit                 |                         | Ensemble, nous faisons l'histoire (MORENA-PT-PVEM-PNA)     |                           | Continuons de faire l'histoire (MORENA-PT-PVEM-FxM-RSP)              |
| Nuevo León              |                         | Parti action nationale (PAN),                              |                           | Force et coeur pour Nuevo León (PRI-PAN-PRD),                        |
| Oaxaca                  |                         | Ensemble, nous faisons l'histoire (MORENA-PT-PVEM-PNA)     |                           | Continuons de faire l'histoire (MORENA-PVEM-FxM)                     |
| Puebla                  |                         | Ensemble, nous faisons l'histoire (MORENA-PT-PNA-PSI-CpP)  |                           | Continuons de faire l'histoire (MORENA-PT-PVEM-FxM-PNA)              |
| Querétaro               |                         | Avec vous et avec tout! (PAN-QI)                           |                           | Continuons de faire l'histoire (MORENA-PT-PVEM)                      |
| Quintana Roo            |                         | Ensemble, nous faisons l'histoire (MORENA-PT-PVEM-FxM)     |                           | Continuons de faire l'histoire (MORENA-PT-PVEM)                      |
| San Luis Potosí         |                         | Oui pour San Luis Potosí (PRI-PAN-PRD-PCP),                |                           | Continuons de faire l'histoire (MORENA-PT-PVEM)                      |
| Sinaloa                 |                         | Ensemble, nous faisons l'histoire (MORENA-PAS)             |                           | Mouvement de régénération nationale (MORENA)                         |
| Sonora                  |                         | Ensemble, nous faisons l'histoire (MORENA-PT-PVEM-PNA)     |                           | Continuons de faire l'histoire (MORENA-PT-PVEM-PNA-PES)              |
| Tabasco                 |                         | Mouvement de régénération nationale (MORENA)               |                           | Continuons de faire l'histoire (MORENA-PT-PVEM)                      |
| Tamaulipas              |                         | Ensemble, nous faisons l'histoire (MORENA-PT)              |                           | Continuons de faire l'histoire (MORENA-PT-PVEM)                      |
| Tlaxcala                |                         | Ensemble, nous faisons l'histoire (MORENA-PT-PVEM-PNA-PES) |                           | Continuons de faire l'histoire (MORENA-PT-PVEM-PNA-FxM-RSP)          |
| Veracruz                |                         | Ensemble, nous faisons l'histoire (MORENA-PT-PVEM)         |                           | Continuons de faire l'histoire (MORENA-PT-PVEM-FxM)                  |
| Yucatán                 |                         | C'est pour le Yucatán (PAN-PRD-PNA)                        |                           | Continuons de faire l'histoire (MORENA-PT-PVEM)                      |
| Zacatecas               |                         | Ensemble, nous faisons l'histoire (MORENA-PT-PVEM-PNA)     |                           | Continuons de faire l'histoire (MORENA-PVEM)                         |

## Analyse
La coalition de la nouvelle présidente Claudia Sheinbaum confirme sa victoire aux élections fédérales se déroulant en même temps en accroissant ses gains dans les États mexicains. Les pertes enregistrées lors du dernier scrutin législatif sont effacées (Durango, État de Mexico, Michoacán et San Luis Potosí reviennent sous le contrôle de Continuons de faire l'histoire, tandis que cette même coalition remporte la pluralité des voix au Chihuahua), et font même des gains, avec celui de l'État du Yucatan, et le contrôle des assemblées de Jalisco et Querétaro. La coalition au pouvoir à Mexico détient maintenant le contrôle de 24 États sur 32 (gouverneur et congrès local), auxquels s'ajoutent les assemblées de 4 autres. Seuls les États de Coahuila, Aguascalientes, Guanajuato, Nuevo León et Chihuahua restent entièrement aux mains de l'opposition.